# إفرايم دويك
إفرايم دوفاك (بالعبرية: אפרים דובק) ـ (ولد في 9 نوفمبر 1930) هو دبلوماسي إسرائيلي، شغل عدة مناصب دبولماسية رفيعة، من بينها عمله سفيرًا لإسرائيل لدى مصر (1991 ـ 1992)، ثم لدى الهند. شغل أيضًا منصب عمدة بيسان بين عامي 1955 و1963، ليخلفه في مصر سفير آخر مصري المولد هو دافيد سلطان.
ولد إفرايم دويك في مصر سنة 1930، ثم هاجر مع أسرته إلى إسرائيل سنة 1949. عمل في بلدية القدس، ثم التحق بالخارجية الإسرائيلية، وصار رابع سفير لإسرائيل في مصر (1991 ـ 1992)، خلفًا لشمعون شامير، ثم نُقل بعدها إلى الهند ليصير أول سفير إسرائيلي لديها.
له كتاب بالإنجليزية بعنوان "العلاقات الإسرائيلية المصرية، 1980 ـ 2000 (بالإنجليزية: Israeli-Egyptian Relations, 1980-2000) صدر سنة 2001.